# Molenwaterparkje

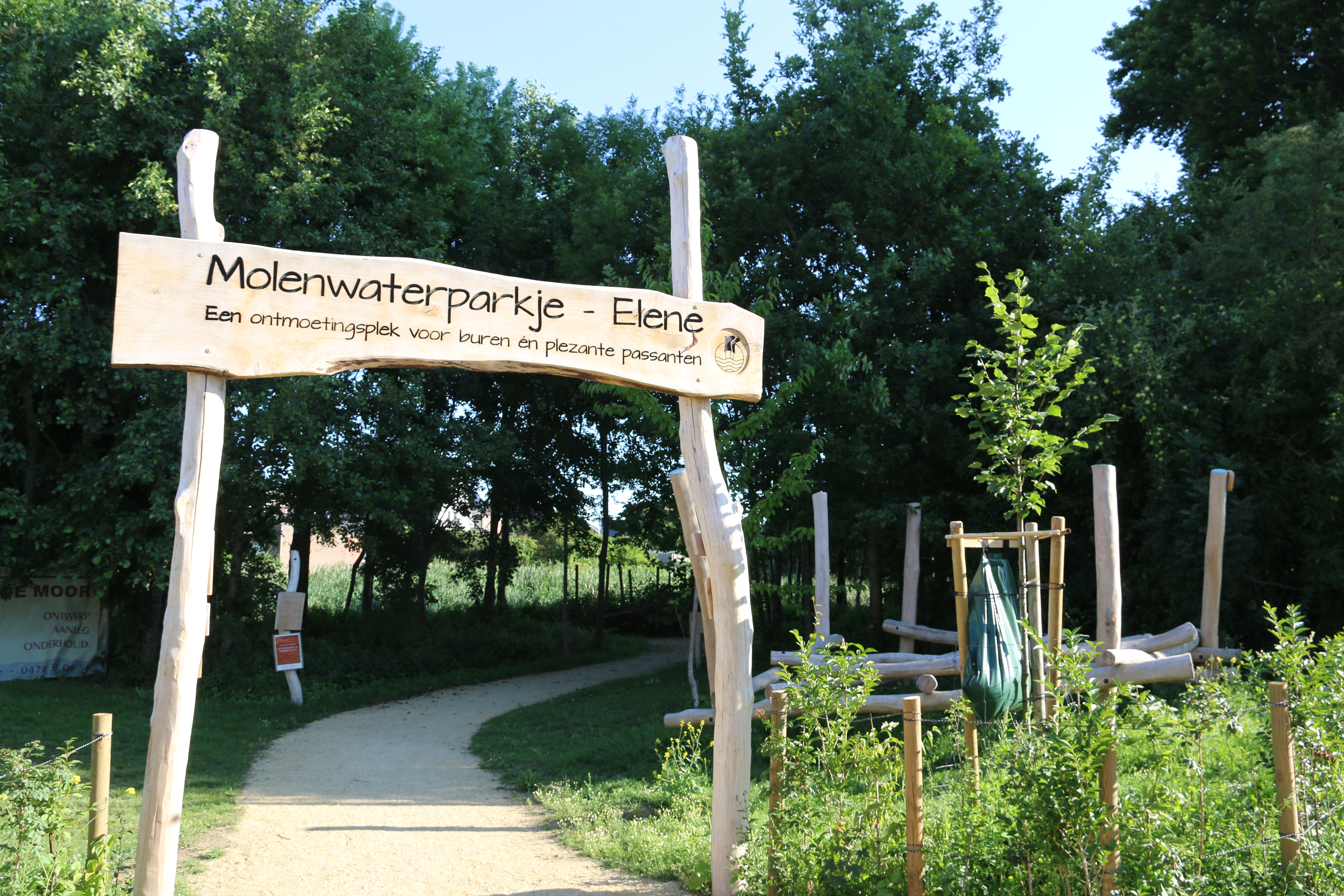
Molenwaterparkje

Het Molenwaterparkje is een park aan de molenvijver van de watermolen van Elene in het Belgische Elene (Zottegem).
Het park ontstond op initiatief van buurtbewoners die in 2020 het plan ervoor opvatten en zich verenigden in vzw Helder Water. Rond de voormalige molenvijver (tussen de Leopold III-straat en het Snijdreefken) werd een groene ontmoetingsplek gecreëerd met onder andere speelprikkels (boomstammen), speelnatuur en een inclusieve picknicktafel voor 14 personen met schaakbord en labyrint, en een vlonderpad. Bij de ingang van het park werd een houten poort opgericht met het opschrift Molenwaterparkje Elene - Een ontmoetingsplek voor buren én plezante passanten. Het parkje werd gefinancierd door crowdfunding en evenementen; het project kreeg ook financiële steun van de stad Zottegem en van het Platteland Plus Project, een cofinanciering van de Vlaamse overheid en de Provincie Oost-Vlaanderen. De werken startten in februari 2023; het Molenwaterparkje werd officieel geopend op 4 juni 2023. Het Molenwaterparkje ligt aan het wandelnetwerk 'Tussen Zwalm en Dender'. In 2025 creëerde kunstenaar Thijs Van der Linden een 'Drielindenkapel met Vleermuizen-Dormitorium' aan het Snijdreefken (dreef rond het Kasteel van Leeuwergem) voor vzw Helder Water.

## Galerij

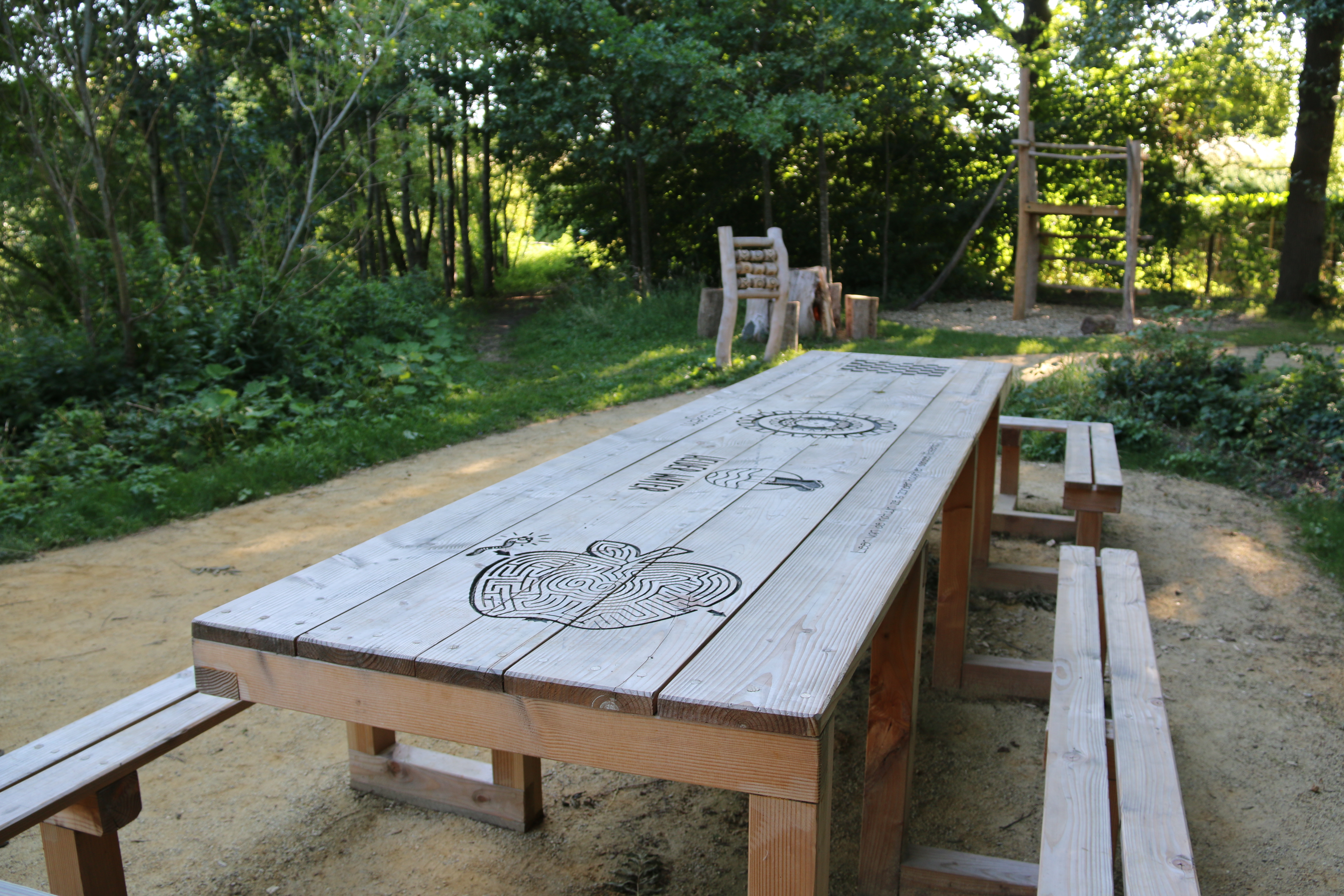
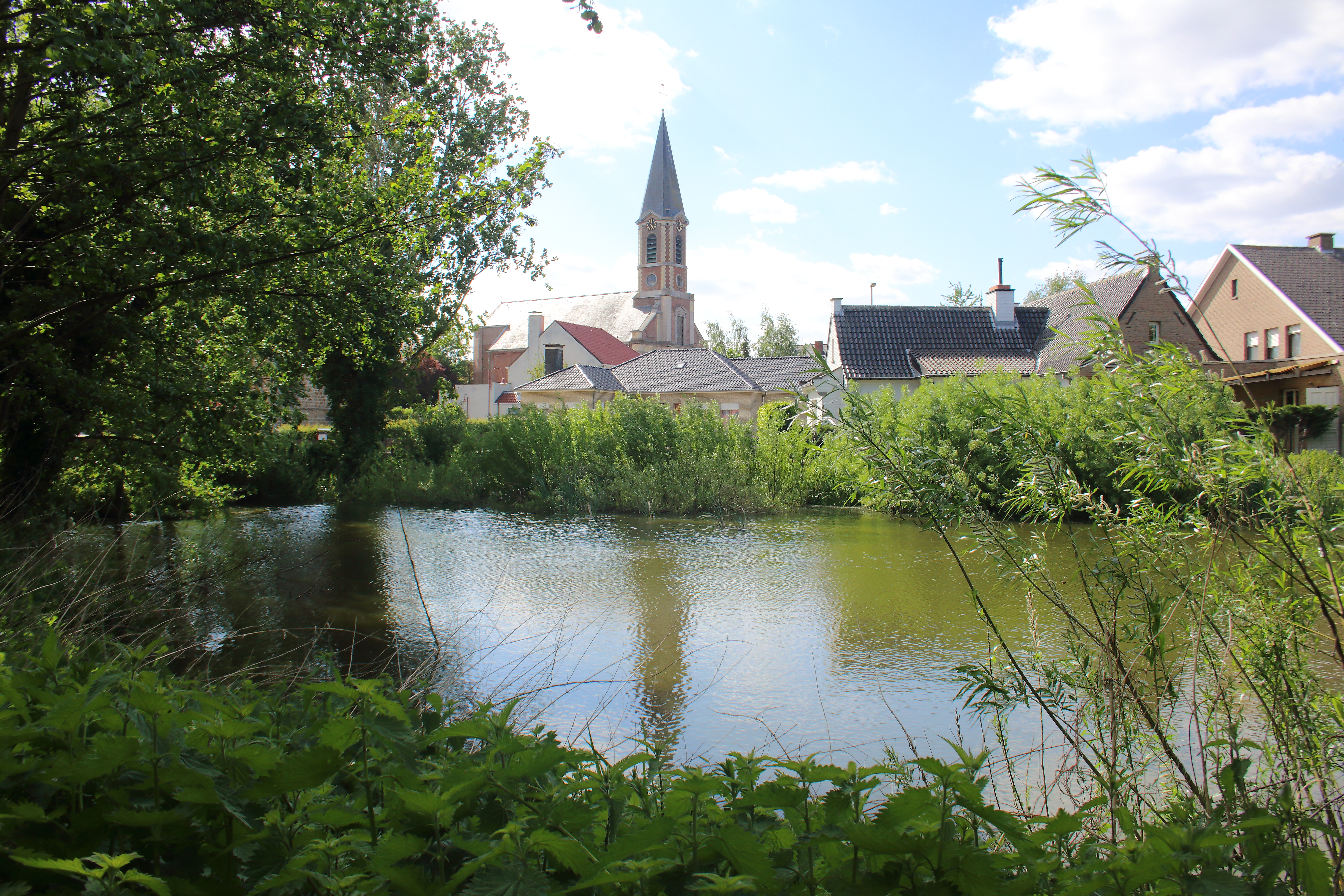
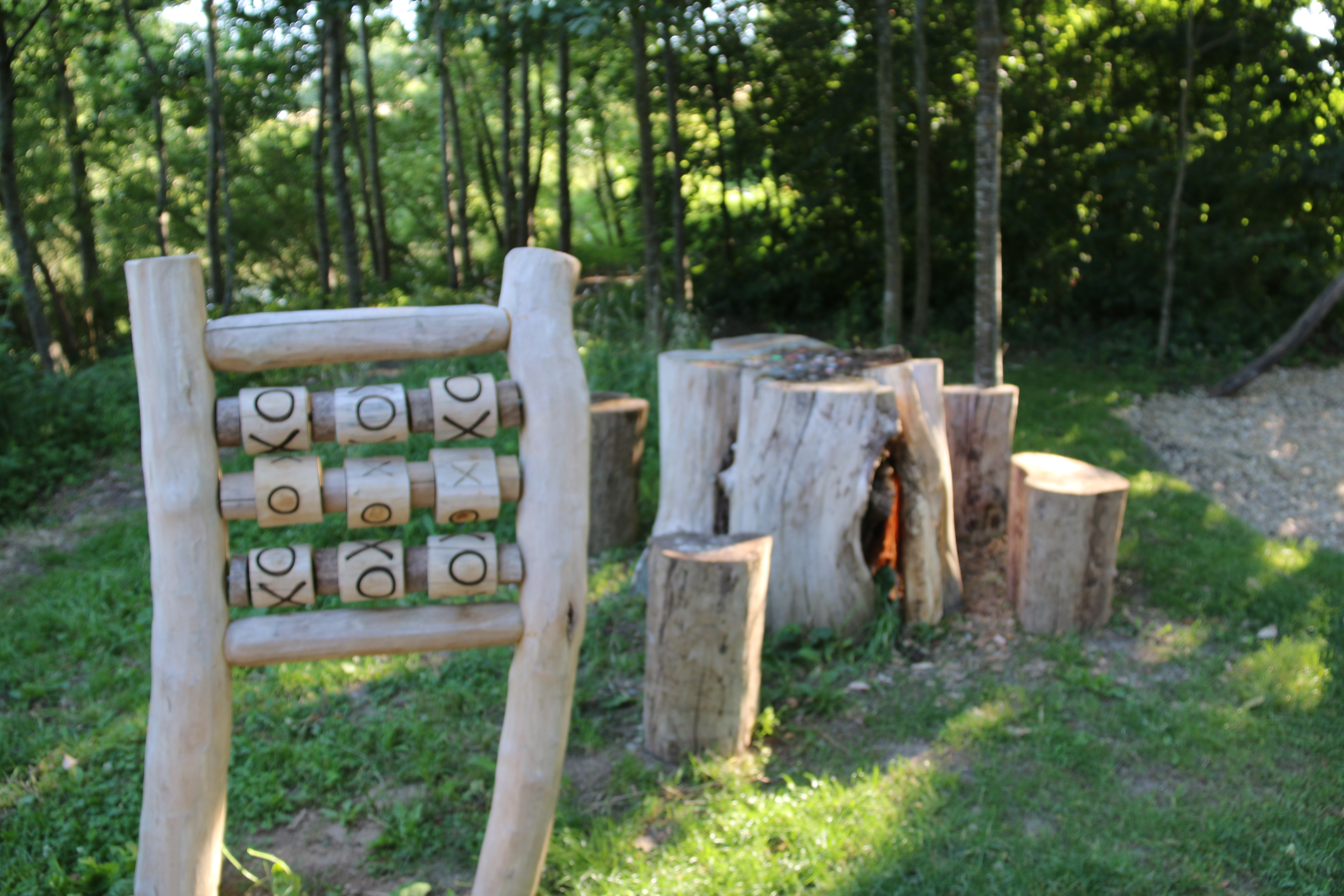